# Royal Glasgow Institute of the Fine Arts
Le Royal Glasgow Institute of the Fine Arts (RGI) est une organisation indépendante britannique promouvant l'art contemporain et les artistes écossais. Fondée à Glasgow en 1861, elle organise la plus grande et prestigieuse exposition artistique du pays, ouverte à tous les artistes.
Le RGI possède et gère par ailleurs la Kelly Gallery.
Le prix RGI récompense le mérite des artistes et leur engagement pour l'Institut.

## Histoire

### XIXesiècle
Vers le milieu du XIXe siècle, Glasgow devient le centre commercial et industriel de l'Écosse. La ville se développe également culturellement : elle a de nombreux théâtres, salles de concert et bibliothèques, mais pas d'expositions d'artistes contemporains. À partir des années 1780, plusieurs organisations tentent de compenser ce manque, mais sans succès, faute de financement ou direction. En 1861, un groupe de personnalités importantes de la ville — parmi lesquelles les artistes John Mossman (en) et C. N. Woolworth — se réunissent pour discuter de la création d'une exposition annuelle des œuvres d'artistes contemporains. Le Glasgow Institute of the Fine Arts est alors fondé et la première exposition organisée la même année aux Corporation Galleries (actuelles McLellan Galleries (en)), à Sauchiehall Street (en). L'exposition est un succès populaire, attirant près de 40 000 personnes, mais ne génère qu'un faible bénéfice.
Les expositions suivantes obtiennent le même succès : 45 000 visiteurs se rendent à la deuxième exposition, 53 000 à la suivante, et le nombre augmente ainsi pendant une vingtaine d'années. L'Institut expose aux Corporation galleries jusqu'en 1879, puis ouvre sa propre galerie à Sauchiehall Street, conçue par l'architecte John James Burnet (en).
Le conseil de l'institut décide qu'il doit s'ouvrir aux artistes internationaux. Vers les années 1880, quelques-uns des plus célèbres artistes anglais sont exposés à l'exposition annuelle du Glasgow Institute of the Fine Arts, parmi lesquels Albert Joseph Moore, John Everett Millais, William Holman Hunt, Edward Poynter, Frederic Leighton, George Frederic Watts et Edward Burne-Jones ; des artistes français et néerlandais ont aussi été présentés à travers des prêts ou des achats de tableaux.
Ces années-là voient l'émergence d'un groupe de peintre local, les Glasgow Boys, inspirés par les expositions de l'institut, et qui en retour le portent vers une peinture plus avant-garde.
En 1896, l'institution reçoit la charte royale et est ainsi renommée Royal Glasgow Institute of the Fine Arts.
Cependant, la gestion de la galerie est trop coûteuse, et l'Institut se voit obligé de la revendre et d'organiser ses expositions aux McLellan galleries.

### De la première Guerre mondiale à aujourd'hui
L'exposition de l'Institut se maintient malgré l'éclatement de la première Guerre mondiale en 1914. Elle continue à attirer les peintres du sud du pays : autant les peintres bien établis des Glasgow boys tels que John Lavery (RA), George Henry (RA), David Gauld (en), James Guthrie, Edward Arthur Walton, Edward Atkinson Hornel, etc. ; mais aussi la nouvelle génération, dont Samuel Peploe, Leslie Hunter et Francis Cadell, qui avait une connexion avec l'art d'avant-guerre de Paris et les peintures de Matisse et Picasso.
Après la guerre, l'art français est rarement vu lors des expositions de l'Institut et les œuvres d'avant-garde du Sud ne sont plus trop mises en évidence.
Désormais vu comme faisant partie de l’establishment académique, l'Institut éprouve des difficultés à attirer les jeunes artistes ; il adopte jusqu'aux années 1950 une vision de l'art plus conservatrice.
Par la suite, un effort considérable a été fait pour revenir à l'esprit original de l'Institut. Une nouvelle galerie, The Kelly Gallery, est ouverte et présente des expositions toute l'année, des cours et des manifestations.

## Exposants importants
- Jules Bastien-Lepage
- Dorothy Brett (en)
- Edward Burne-Jones
- Francis Cadell
- Léon-François Comerre
- John Constable
- Thomas Millie Dow (en)
- Norah Neilson Gray
- George Henry
- William Holman Hunt
- Leslie Hunter
- John Lavery
- Frederic Leighton
- Frances MacDonald
- Margaret MacDonald Mackintosh
- Bessie MacNicol
- Alexander Mann
- John Everett Millais
- Albert Joseph Moore
- Samuel Peploe
- Edward Poynter
- Alexander Roche
- John Singer Sargent
- Joseph Mallord William Turner
- George Frederic Watts
- James Abbott McNeill Whistler